# Cavendishia uniflora
Cavendishia uniflora är en ljungväxtart som beskrevs av J.L. Luteyn. Cavendishia uniflora ingår i släktet Cavendishia och familjen ljungväxter. Inga underarter finns listade i Catalogue of Life.